# Miss Moldova

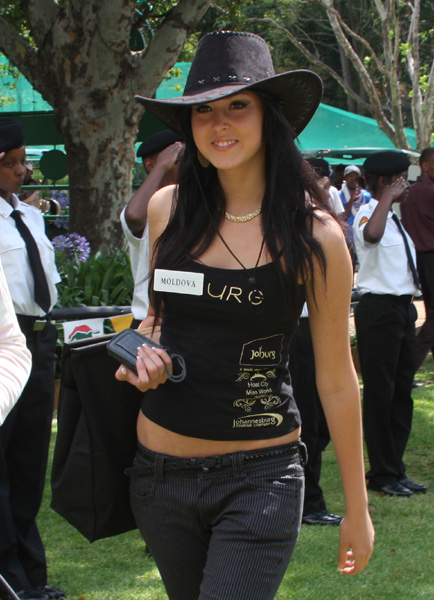
Iana Varnacova, Miss Moldau 2008

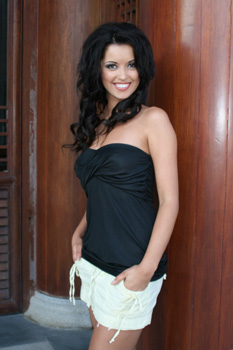
Ina Codreanu, Miss Moldau 2007

Miss Moldova (Мисс Молдова) ist ein seit 1999 jährlicher, meist im April/Mai stattfindender, nationaler Schönheitswettbewerb für unverheiratete Frauen in der Republik Moldau. Er wird derzeit von einer Organisation veranstaltet, die Russisch als Verkehrssprache benutzt, obwohl im Land der Bevölkerungsanteil mit russischer Muttersprache nur 13 Prozent beträgt.
Die Siegerinnen und andere Finalistinnen nehmen an den Wahlen zur Miss World und Miss Europe teil.

## Teilnahmebedingungen
In die Auswahl für die Teilnahme am Miss Moldova-Wettbewerb werden unverheiratete Mädchen im Alter von 14 bis 25 Jahren mit einer Körpergröße von 168 cm bis 181 cm aufgenommen, die die vorläufigen Qualifikations-Castings erfolgreich bestanden haben.
Ein Mädchen, das den allgemeinen Vorstellungen von weiblicher Schönheit entspricht, Patriotismus, hohe moralische Qualitäten und Intelligenz besitzt, kann den Sieg im Wettbewerb erringen.
Jede Kandidatin nimmt am Wettbewerb auf der Grundlage eines Vertrags mit der Direktion des Miss Moldova Bureau über das Verfahren für ihre Teilnahme am Wettbewerb teil und vertritt im Falle eines Sieges die Republik Moldau beim internationalen Miss-World-Wettbewerb.

## Ablauf
Mindestens 12 Tage vor Wettbewerbsbeginn nehmen Mädchen an vorbereitenden Proben teil, bei denen Choreografen, Friseure, Visagisten, Stylisten und der Hauptregisseur mit ihnen zusammenarbeiten.
Während dieser Zeit nehmen Mädchen an Wohltätigkeitsveranstaltungen und Pressekonferenzen über dieses kulturelle Ereignis teil. Hotelunterkünfte der für ortsansässige Teilnehmerinnen und die Versorgung mit Mahlzeiten werden ab der Vorbereitungszeit auf den Wettbewerb von den Organisatoren zur Verfügung gestellt.
Die Show selbst ist hell und farbenfroh, jeder Auftritt der Teilnehmer ist eine Tanzvorführung. Obligatorisch sind: ein Auftritt in Trachten, ein Sport- und Jugendauftritt, ein Auftritt im Abendkleid, ein Auftritt im Hochzeitskleid. Kostüme für die Auftritte werden vom Veranstalter zur Verfügung gestellt. Der Auftritt wird von einem Medienpartner auf Video aufgezeichnet und anschließend an das Miss World-Wettbewerbsbüro gesendet.
Die Wettbewerbsteilnehmer werden von einer Jury bewertet, die in der Regel aus 11 bis 15 Personen besteht und zu der berühmte Persönlichkeiten aus Kultur, Politik und Wirtschaft eingeladen sind. Sie beginnt ihre Arbeit bereits 3–4 Tage vor dem Wettbewerb. Dabei findet ein Arbeitscasting statt, bei dem Mitglieder der Jury die Arbeit der Teilnehmerinnen bei den Proben beobachten und auch das Aussehen der Mädchen ohne Make-up bewerten.
Die endgültige Auswahl der Teilnehmer erfolgt auf einer Wettbewerbsmesse nach dem Wettbewerbsprinzip. Aus 18–22 Teilnehmern wählt die Jury 10, aus 10 drei Finalisten aus, aus denen die Jury in einer gesonderten Abstimmung den Gewinner, die erste Vize-Miss und die zweite Vize-Miss ermittelt. Darüber hinaus werden einige Teilnehmer des Wettbewerbs in zusätzlichen Nominierungen bewertet – Miss Photo, Miss Smile, Miss Charm usw. Am Ende der Show werden die Jury, Ehrengäste und Teilnehmer des Wettbewerbs zu einem Fotoshooting eingeladen und auch zu einem festlichen Buffet.

## Siegerinnen
| Jahr | Name                | Anmerkung |
| ---- | ------------------- | --- |
| 2000 | Mariana Moraru      | |
| 2001 | Margareta Bogos     | |
| 2002 | Elena Streapunina   | |
| 2003 | Elena Danilciuc     | |
| 2004 | Marina Chivaciuc    | |
| 2005 | Irina Dolovova      | erreichte bei Miss World Beach Beauty den 1. Platz |
| 2006 | Alexandra Demciuk   | |
| 2007 | Ina Codreanu        | erreicht beim Miss World Talent Rang 18 |
| 2008 | Iana Varnacova      | |
| 2009 | Maria Bragaru       | |
| 2010 | Daria Zaiteva       | erreichte beim Miss World Beach Beauty die TOP 40 |
| 2011 | Veronica Popovici   | erreichte beim Miss World Beach Beauty Rang 36 |
| 2012 | Ana Diaconu         | keine Teilnahme bei Miss World |
| 2013 | Valeria Tsurkan     | erreichte beim Miss World Beach Beauty Rang 11 |
| 2014 | Alexandra Caruntu   | |
| 2015 | Anastasia Iacub     | |
| 2016 | Daniela Marin       | |
| 2017 | Ana Badaneu         | durch Sieg in der Head to Head Challenge in die TOP 40 gelangt |
| 2018 | Tamara Zarețcaia    | erreichte beim Miss World Sport Rang 24 |
| 2019 | Elizaveta Kuznitova | erreichte beim Miss World Sport Rang 32 |
| 2020 | kein Wettbewerb     | Weltweiter Ausbruch der COVID-19-Pandemie |
| 2021 | Tatiana Ovcinicova  | gelangte bei Miss World nicht in die TOP 40 |
| 2022 | kein Wettbewerb     | Aufgrund des Ausbruchs der COVID-19-Pandemie in Puerto Rico wurde die Wahl zur Miss World 2021 auf den 16. März 2022 verschoben, deshalb fand 2022 fand in Moldawien keine Wahl statt. |
| 2023 | Diana Spotarenko    | |
| 2024 |                     | |